# Liste der Bodendenkmale in Harmstorf
In der Liste der Bodendenkmale in Harmstorf sind alle Bodendenkmale der niedersächsischen Gemeinde Harmstorf aufgelistet. Die Quelle ist der Denkmalatlas Niedersachsen. Der Stand der Liste ist der 20. Oktober 2024.

## Allgemein
In den Spalten finden sich folgende Informationen des Bodendenkmales :
- Lage        : geographische Koordinaten
- Bezeichnung : Bezeichnung lt. Denkmalatlas
- Beschreibung: Beschreibung lt. Denkmalatlas
- ID          : Objekt-ID
- Bild        : Bild, ggf. zusätzlich mit Link zu weiteren Fotos im Medienarchiv Wikimedia Commons.

## Harmstorf
| Lage                        | Bezeichnung             | Beschreibung | ID       | Bild |
| --------------------------- | ----------------------- | --- | -------- | ---- |
| 53° 21′ 7″ N, 9° 59′ 25″ O  | Harmstorf 3, Grabhügel  | Ehemals rund, Südosthälfte abgetragen. Durchmesser lag bei 15 m, erhaltene Höhe 0,8 m. | 28960556 | BW   |
| 53° 21′ 7″ N, 9° 59′ 27″ O  | Harmstorf 4, Grabhügel  | Wuchtig, Nordwesthälfte komplett durch Überackerung zerstört. Durchmesser 15 m und Höhe 1,3 m.                                                                                            | 28960558 | BW   |
| 53° 21′ 18″ N, 9° 59′ 26″ O | Harmstorf 5, Grabhügel  | Rest, westliche Hälfte noch vorhanden, Durchmesser lag bei 10 m, erhaltene Höhe 0,6 m. | 28960559 | BW   |
| 53° 21′ 17″ N, 9° 59′ 22″ O | Harmstorf 6, Grabhügel  | Sanft gewölbt. Auf der Kuppe dezentrale, flache Eingrabung. An Ostseite eingetieftes Schützenloch, Nordseite abgegraben und deutliche Kante bildet. Durchmesser 12 m, erhaltene Höhe 1 m. | 28960560 | BW   |
| 53° 20′ 29″ N, 9° 59′ 2″ O  | Harmstorf 14, Grabhügel | Gleichmäßig gewölbt, Durchmesser ca. 10 m, erhaltene Höhe 0,9 m. | 28960557 | BW   |